# Вершинин, Михаил Максимович
Михаил Максимович Вершинин (настоящая фамилия Шульман; 1923—1987) — советский писатель, журналист, поэт-песенник и редактор.

## Биография
Родился в 1923 году в Минске. С 1924 года жил в Москве.
Начинал как массовик на народных празднествах, сочинял стихотворные миниатюры и частушки.
После начала Великой Отечественной войны по заказу «Окон ТАСС» сочинял подписи к военно-оборонным плакатам, которые вывешивались на улицах Москвы. Часто приглашался к сотрудничеству художниками Павлом Соколовым-Скаля, Петром Шухминым, Георгий Нисским. Отдельные стихотворные произведения Михаила Вершинина появлялись в годы войны во фронтовой и центральной печати («Известия», «Комсомольская правда» и др.). В этот период он интенсивно работал и как поэт-песенник с композиторами Дмитрием Покрассом, Борисом Мокроусовым.
В 1945—1947 годы служил в частях Красной армии, размещёнными в Чехословакии, где по служебным надобностям встречался с американскими и чехословацкими офицерами. Некоторые знакомства были им продолжены в Москве после демобилизации, что насторожило правоохранительные органы. Как указывалось в записке С. Круглова: «В 1947—1948 годах Вершинин-Шульман систематически встречался с бывшим советником чехословацкого посольства в Москве Кашпарек, изменившим в 1948 году родине и бежавшим из Чехословакии за границу».
Спасала его лишь активная литературно-просветительская работа. Часто выступал с воспоминаниями и рассказами о военных годах, своём участии в партийно-политической агитации, печатал свои переводы стихов украинских, грузинских, армянских литераторов, поэтов Чехословакии. Имя Михаила Вершинина стало широко известно после появления его знаменитой песни-марша «Москва — Пекин» (1950), музыку к которой написал Вано Мурадели.
По воспоминаниям тех, кто его знал, Вершинин жил легко, с шутками и прибаутками. Наведываясь в «Известия», приветствовал всех фразой: «Привет от Мао Цзэдуна!»
В 1953 году был арестован, но вскоре отпущен. Как указывалось в записке С. Круглова, «имеющимися агентурными и официальными материалами Вершинин-Шульман характеризуется как авантюристическая и антисоветская личность».
В 1950-е годы — главный редактор альманаха «Мужество», причём членами редколлегии он «назначил» маршалов С. Будённого, И. Конева, В. Чуйкова, генерала армии П. Батова. На его стихи написаны оратории «Сказ о поднятой целине», «День моей Родины».
В 1960-е завершил работу над пьесами в стихах «Чкалов», «Краснодонцы». В последние годы работал над несколькими романами, над воспоминаниями о Алексее Кручёных, Дмитрии Шостаковиче.
Скончался в 1987 году. Похоронен на Кунцевском кладбище.

## Сочинения
- Пройдут года. М., 1960;
- Из тумана. Памфлет. М., 1961;
- Стихи. М., 1962
- «Окна ТАСС» в дни обороны Москвы // Битва за Москву. М., 1966;
- Нежность и мужество. Лирический дневник. М., 1966;
- Утро за линией фронта. М., 1968;
- Солдатская баллада. М., 1969;
- Продолжение — жизнь. Ангарские блокноты. М., 1969;
- Алексей Мачавариани. Заметки писателя о жизни и творчестве композитора. М., 1985.